# L'Enlèvement d'Europe (Gellée)
Pour les articles homonymes, voir L'Enlèvement d'Europe.
L'Enlèvement d'Europe est un tableau réalisé en 1655 par le peintre lorrain Claude Gellée. De format horizontal, cette huile sur toile est une peinture mythologique qui représente l'enlèvement d'Europe par Jupiter après sa métamorphose en taureau blanc. La scène se déroule dans un paysage côtier dominé par de grands arbres, en présence de quelques jeunes femmes à gauche et d'un troupeau de vaches à droite. Tout comme son pendant, La Bataille sur le pont, l'œuvre est conservée au musée des Beaux-Arts Pouchkine, à Moscou, en Russie.

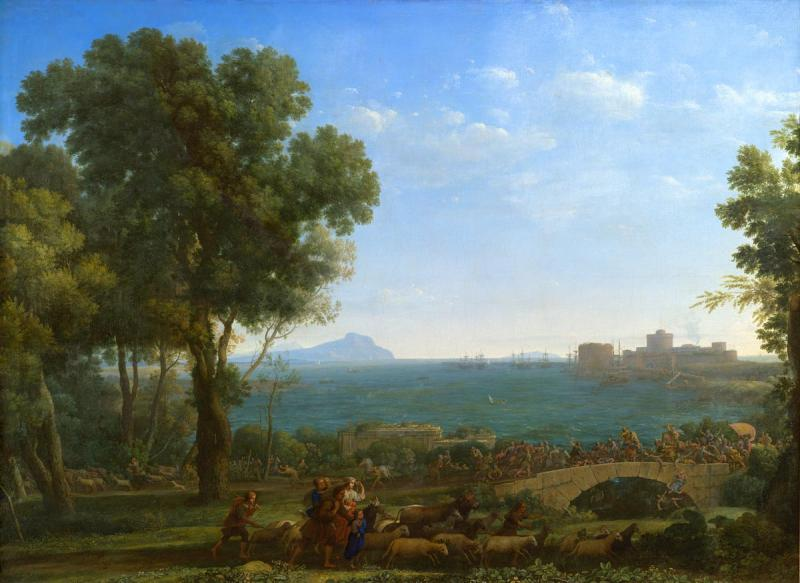
La Bataille sur le pont, 1655 – Musée des Beaux-Arts Pouchkine, Moscou.

## Thème
L'épisode représenté a inspiré à l'artiste une gravure, cinq peintures et au moins sept dessins.

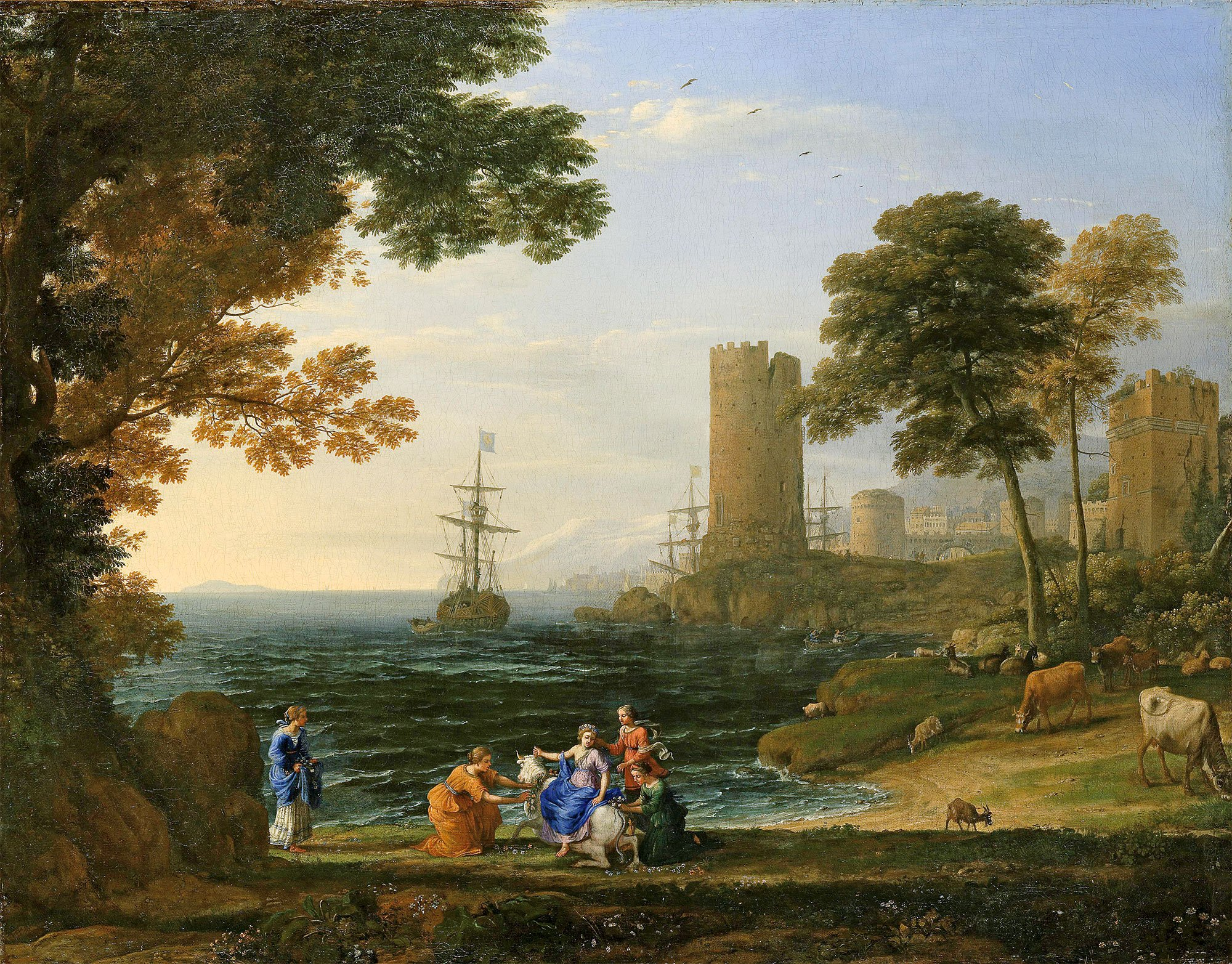
Paysage côtier avec l'enlèvement d'Europe, 1645 ? – J. Paul Getty Museum, Los Angeles.
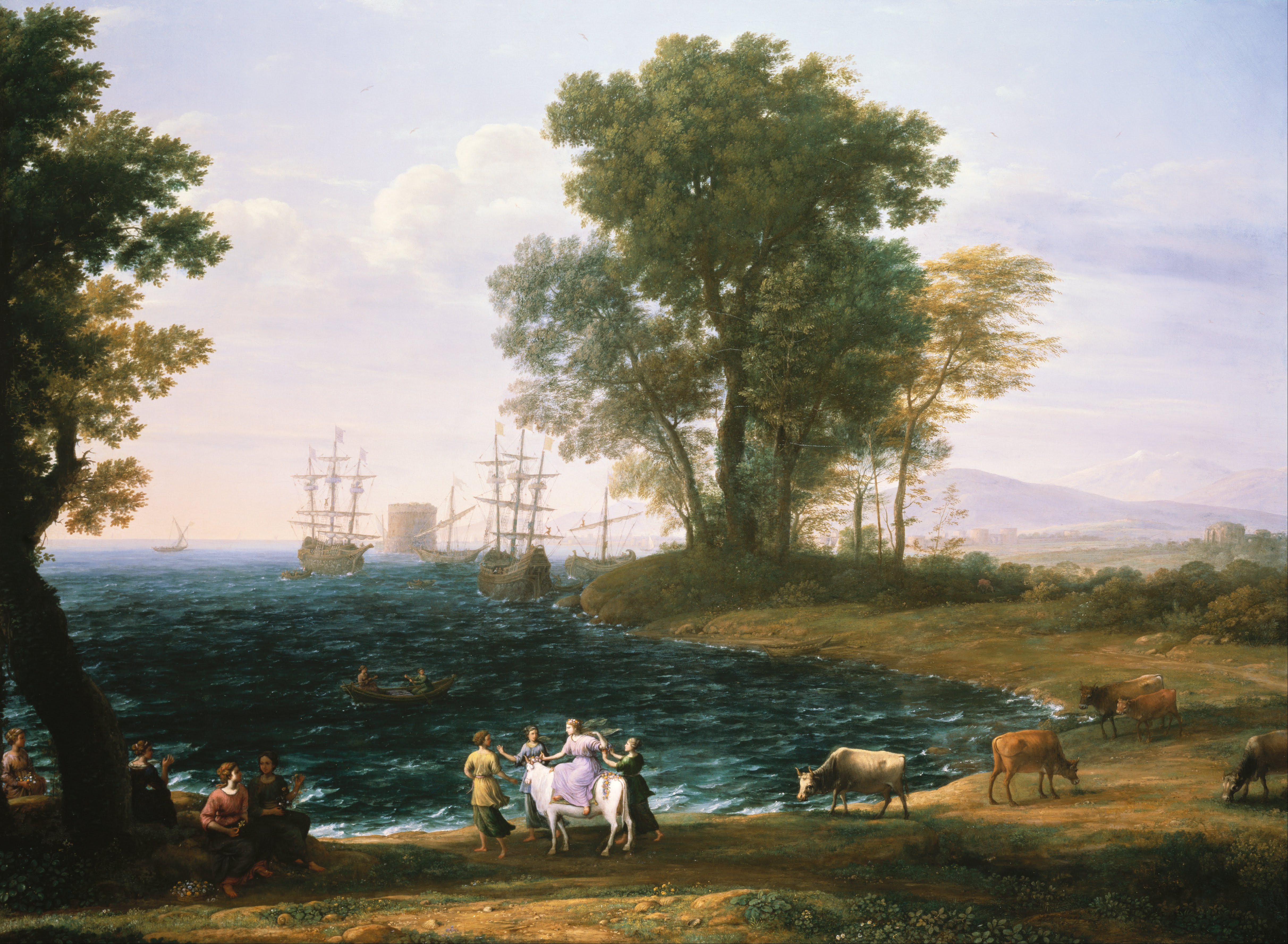
Scène côtière avec l'enlèvement d'Europe, 1667 – Palais de Buckingham, Londres.